# Ушиците
Ушиците се нарича красив алпийски ръб в Пирин, започващ от връх Полежан на югоизток към връх Каймакчал на северозапад.
Дължината на ръба е около 1,5 km. Височината в северната му част е 2822 m. Гребенът е гол, скалист и изключително остър – с най-ярко изразен алпийски характер в Полежанското странично било. Състои се от около 10 малки връхчета, от които последните две на север са познати като самостоятелни обекти Стражите – Голяма и Малка Стража. Голяма Стража е последният връх по гребена. На изток Ушиците се спускат стръмно към Полежанския циркус, а на запад отвесни алпийски скали се спускат към Газейските езера и те са обект на алпинизъм. На юг чрез висок циркусен праг Ушиците се свързват с Газей.
Гребенът е изграден от гранити. Най-близък изходен пункт е хижа „Демяница“. Може да се премине само по билото.